# Retaule de la Pietat (la Seu d'Urgell)
El retaule de la Pietat és una de les obres d'estil Renaixentista, realitzada per l'escultor Jeroni Xanxo (1548-1550), que no va ser pintat i daurat fins anys més tard, el 1753, per Antoni Peitaví, pintor de Tolosa establert a Perpinyà i Miquel Verdaguer.
La responsable de patrimoni del Bisbat, Clara Arbués, ha assenyalat que "l'autor, Jeroni Xanxo, és una primera espasa de l'escultura renaixentista a Catalunya, amb obres a la Seu Vella o la Catedral de Tarragona, el retaule situa a la Seu a l'avantguarda de l'art renaixentista a Catalunya".

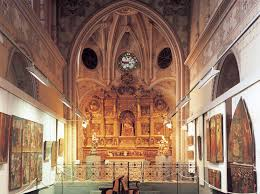
Imatge frontal del retaule de la Pietat de la Seu d'Urgell

## Descripció
L'escultura exempta de la Verge de la Pietat amb el Crist mort a la falda centra la composició del retaule i la seva iconografia, que es distribueix en diferents plafons treballats en baix relleu, on es representen episodis de la infància i la passió de Jesús. En la predel·la els quatre evangelistes alternats amb els pares de l'Església i al centre l'anunciació. A la part superior del retaule, a l'àtic, la representació de Déu Pare i als laterals dins de medallons Sant Ermengol i Sant Ot. Completa la decoració tota l'estructura arquitectònica i motius decoratius propis del segle xvi. Arbués ha destacat que "Xanxo tenia coneixement de l'obra de la Pietat de Miquel Àngel, ja que la Pietat que centra el retaule traspua el coneixement de l'obra renaixentista italiana".

## Autor
Jeroni Xanxo, fou un escultor, es creu originari de la ciutat de Barcelona, documentat entre el 1537 i 1575, les seves obres conegudes són totes realitzades a Catalunya.
Se suposa que morí poc després d'aquesta data, a la Seu d'Urgell. Treballà a Barcelona, Lleida, Tarragona i, principalment, a la Seu. Entre les seves obres conservades destaquen el retaule de la capella de la Pietat i el grup de la Dormició de la Mare de Déu per a la mateixa capella de la catedral de la Seu (1548). Amb Pere Ostris contractà la construcció de la caixa de l'orgue de la catedral de Tarragona (1562) i intervingué en la restauració de la del de Santa Maria del Mar, a Barcelona. A les dues últimes dècades del s. XVI és documentat un altre Jeroni Xanxo, també escultor i probablement fill seu. Destaquen les obres del retaule de la pietat de la Seu d'Urgell, una porta en una crugia del claustre per a la capella de Santa Maria l'Antiga d'estil plateresc a mitjans del segle xvi, l'escultura de la Dormició de Maria, per l'orgue de la catedral de Tarragona va dur a terme, entre els anys 1562 i 1566, la caixa amb una talla espectacular tota ella presenta un gran repertori ornamental de grotescs, garlandes i àngels.

## Estat de conservació
El retaule contenia degradacions pròpies dels objectes de culte que han rebut un ús continuat al llarg del temps.
El suport del retaule no presentava problemes estructurals greus, tot i que és podia observar alguns elements que tenien problemes de subjecció.
No hi ha documentació existent sobre intervencions anteriors, però sí que s'han trobat motllures i sanefes refetes d'alguna intervenció anterior. Presentava alguna esquerda i obertura en la fusta 
Superficialment, no hi havia evidència de cap vernís existent. La policromia i la dauradura presentaven acumulació de pols i fum, una brutícia que havia provocat un ennegriment generalitzat i molt destacat, en el cas de les carnacions.
Aquest fet, juntament amb la pèrdua de lluentor de la dauradura, dificultava la lectura de les escenes i donava al retaule un aspecte apagat i uniforme, cosa que afectava el vessant estètic de l'obra.
Durant la restauració, es va trobar la presència de pergamí, per magnificar i per donar més realisme a les llagues del Crist de la Imatge de la pietat.

## Procés de restauració

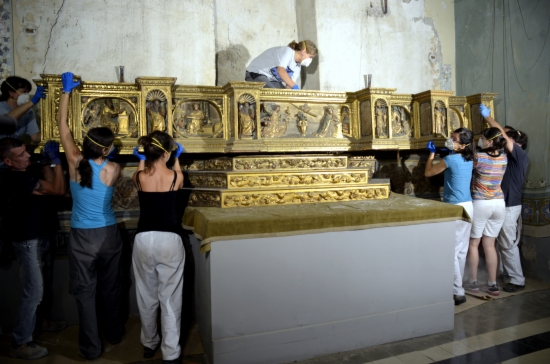
Conservació retaule de la Pietat

El procés de restauració es va iniciar el juliol del 2015, l'obra va ser desmuntada i traslladada a les dependències del Centre de Restauració, de Béns Mobles de Catalunya (CRBMC), a Valldoreix. En aquest centre s'ha dut a terme una neteja integral de les policromies i s'han revertit les problemàtiques més destacades de la peça, com ara la pèrdua d'elements decoratius, les esquerdes i obertures de la fusta, els aixecaments puntuals de les capes de preparació o la manca d'adeshió de les capes de preparació, de pintura i de la dauradura. Aquest ha sigut la primera intervenció que s'ha fet del retaule, aprofitant l'ocasió s'ha fet un vídeo que recull tota l'actuació de restauració. La inauguració s'ha dut a terme el dia 18 de maig, coincidint amb el dia internacional dels museus en un acte acadèmic al Museu Diocesà d'Urgell. Fou presidit per l'arquebisbe d'Urgell i Copríncep d'Andorra, el bisbe Joan-Enric Vives i l'alcalde de la Seu d'Urgell, Albert Batalla. Cal esmentar que els treballs han estat subvencionats en un 40% del cost total pel Departament de Cultura de la Generalitat de Catalunya.

## Rellevància històrica
Aquest retaule destaca la seva rellevància històrica, ja que es tracta d'un dels pocs exemples de retaules esculpits de mitjan segle xvi a Catalunya. La novetat estilística que es produeix a principis de segle xvii, quan per tal d'explicar les històries, són preferits els relleus a les talles pintades.